# Turia Pitt
Turia Pitt (24 de julho de 1987) é uma engenheira de minas australiana, humanitária, atleta, motivadora e autora.

## Carreira
Turia Pitt estava competindo em uma ultramaratona em Kimberley na Austrália Ocidental  em 2011 quando ela foi pega em um incêndio no mato. Um inquérito sobre a Ultramaratona Kimberley  condenou os organizadores da corrida, RacingThePlanet. Ela sofreu queimaduras em 65% de seu corpo e teve quatro dedos de sua mão esquerda e seu polegar direito amputados. Ela entrou com uma ação no Supremo Tribunal contra os organizadores, e em maio de 2014, foi noticiado que houve uma resolução de comum acordo .
Os organizadores do evento, RacingThePlanet, foram duramente criticados pela sua negligência e incompetência através de um Inquérito parlamentar conduzido pelo Governo Australiano.
Pitt foi nomeada para o prêmio de Mulher do Ano de 2014 em Nova Gales do Sul , e ela foi uma das finalistas para o Jovem Australiano do Ano. Ela é uma embaixadora para a Interplast a Austrália E Nova Zelândia, e foi destaque na capa do Australian women's Weekly, o que atraiu a atenção da mídia mundial.
Ela também é uma humanitária e arrecadou cerca de $200.000 para Interplast por caminhar parte de uma seção da Grande Muralha da China.
Foi anunciado em 21 de julho de 2015, que ela e o parceiro de longa data Michael Hoskin estavam noivos e iriam se casar.
Em 8 de maio de 2016, Pitt completou sua primeira competição de Ironman da Austrália em 13:24:42.